# Éclipse lunaire du 5 juillet 2001
| Éclipse partielle de Lune du 5 juillet 2001                                                                             | Éclipse partielle de Lune du 5 juillet 2001 |
| --- | ------------------------------------------- |
| Schéma de l'évolution de l'éclipse, tandis que la Lune passe de droite (Ouest) à gauche (Est) dans l'ombre de la Terre. |                                             |
| Gamma | -0,7287                                     |
| Magnitude | 0,4947                                      |
| Localisation | Océan Indien, Australie, Océanie            |
| Saros (membre de la série)                                                                                              | 139 (21 sur 81)                             |
| Durée (h:min:s) |                                             |
| Phases partielles | 2 h 39 min 16 s                             |
| Phases pénombrales | 5 h 25 min 5 s                              |
| Contacts (UTC) |                                             |
| P1 | 12:12:46                                    |
| U1 | 13:35:38                                    |
| Maximum | 14:55:19                                    |
| U4 | 16:14:54                                    |
| P4 | 17:37:52                                    |
| Le PDF du tableau de la NASA sur cette éclipse, voir lien ().                                                           |                                             |

L'éclipse lunaire du 5 juillet 2001 est une éclipse partielle de Lune.

## Visibilité
Cette éclipse était visible de l'Asie du Sud-Est, l'océan Pacifique, l'Australie et la Nouvelle-Zélande.

Une vue simulée de la Terre depuis le centre de la Lune au maximum de l'éclipse.